# Wybory do Parlamentu Europejskiego w Słowenii w 2004 roku
Wybory do Parlamentu Europejskiego VI kadencji w Słowenii zostały przeprowadzone 13 czerwca 2004. W ich wyniku zostało wybranych 7 deputowanych. Wybory zakończyły się zwycięstwem chrześcijańsko-demokratycznego ugrupowania Nowa Słowenia, kierowanego przez Lojzego Peterle. W wyborach tych oddano łącznie 435 869 głosów ważnych.

## Wyniki
| Lista wyborcza                                                         | Głosy   | %    | Miejsca |
| ---------------------------------------------------------------------- | ------- | ---- | ------- |
| Nowa Słowenia                                                          | 102 753 | 23,6 | 2       |
| Liberalna Demokracja Słowenii i Demokratyczna Partia Emerytów Słowenii | 95 489  | 21,9 | 2       |
| Słoweńska Partia Demokratyczna                                         | 76 945  | 17,7 | 2       |
| Zjednoczona Lista Socjaldemokratów                                     | 61 672  | 14 2 | 1       |
| Słoweńska Partia Ludowa                                                | 36,662  | 8,4  | –       |
| Słoweńska Partia Narodowa                                              | 21 883  | 5,0  | –       |
| Słowenia Jest Nasza                                                    | 17 930  | 4,1  | –       |
| Partia Młodych Słowenii i Zieloni Słowenii                             | 10,027  | 2,3  | –       |
| Głos Słoweńskich Kobiet                                                | 5,249   | 1,2  | –       |
| Pozostali                                                              | 7,259   | 1,7  | –       |